# Шентиљ в Словенских Горицах
Шентиљ в Словенских Горицах (словен. Šentilj v Slovenskih goricah) је градић и управно средиште општине Шентиљ, која припада Подравској регији у Републици Словенији.
По попису становништва из 2011. године, насеље Шентиљ в Словенских Горицах имало је 1.826 становника.